# Wenger
|  | Denne artikel omhandler den schweiziske knivproducent Wenger, for Arsenal F.C.'s træner, se Arsène Wenger. |
Wenger er en schweizisk knivproducent med hovedsæde i Delémont, Jura. Selskabet er især kendt som den ene af to officielle leverandører af schweizerkniven (Swiss Army knife); den anden leverandør er Victorinox, som overtog Wenger i foråret 2005. 
- Wikimedia Commons har flere filer relateret til Wenger

| Schweiz | Spire Denne artikel om et firma eller en virksomhed i Schweiz er en spire som bør udbygges. Du er velkommen til at hjælpe Wikipedia ved at udvide den. |